# Cantón de Raucourt-et-Flaba
El cantón de Raucourt-et-Flaba era una división administrativa francesa, que estaba situada en el departamento de Ardenas y la región de Champaña-Ardenas.

## Composición
El cantón estaba formado por doce comunas:
- Angecourt
- Artaise-le-Vivier
- Bulson
- Chémery-sur-Bar
- Haraucourt
- La Besace
- La Neuville-à-Maire
- Le Mont-Dieu
- Maisoncelle-et-Villers
- Raucourt-et-Flaba
- Remilly-Aillicourt
- Stonne

## Supresión del cantón de Raucourt-et-Flaba
En aplicación del Decreto nº 2014-203 de 21 de febrero de 2014, el cantón de Raucourt-et-Flaba fue suprimido el 22 de marzo de 2015 y sus 12 comunas pasaron a formar parte del nuevo cantón de Vouziers.